# Prémgörény
A prémgörény egy háziasított kisragadozó, amelyet prémjéért tenyésztenek. A prémgörény egy közönséges görény, amit fajtanemesítésnek vetettek alá, ahol csakis és kizárólag a bunda minőségén volt a hangsúly.
Magyarországon az 1960-as évekig vad görények vadászatából nyertek görényprémet, csak ekkor kezdték tenyészteni őket. Bizonyos források szerint közönséges görény-molnárgörény hibridekkel kezdődött a fajta története. A termelékenység miatt a nagyobb termetű, hosszabb bundájú állatokat részesítették előnyben, illetve fontos volt a szelídség is a könnyebb tenyésztés érdekében. Emiatt a prémgörények között nem ritkák a 4-5 kilós állatok. Életkoruk ritkán haladja meg a 2-3 éves kort, mivel többnyire 1-2-szer pároztatták őket, aztán küldték leprémesíteni. A tenyésztés során a legutolsó és leglényegtelenebb szempont volt a hosszú életkor, vagy a betegségekkel szemben való ellenállóság. Ez manapság okoz némi problémát azoknak, akik prémgörényeket tartanának házikedvencként. A prém géneket hordozó állatok 2-3 éves koruk után a legkülönbözőbb betegségekben elpusztulnak.